# Karaburun (Istanbul)

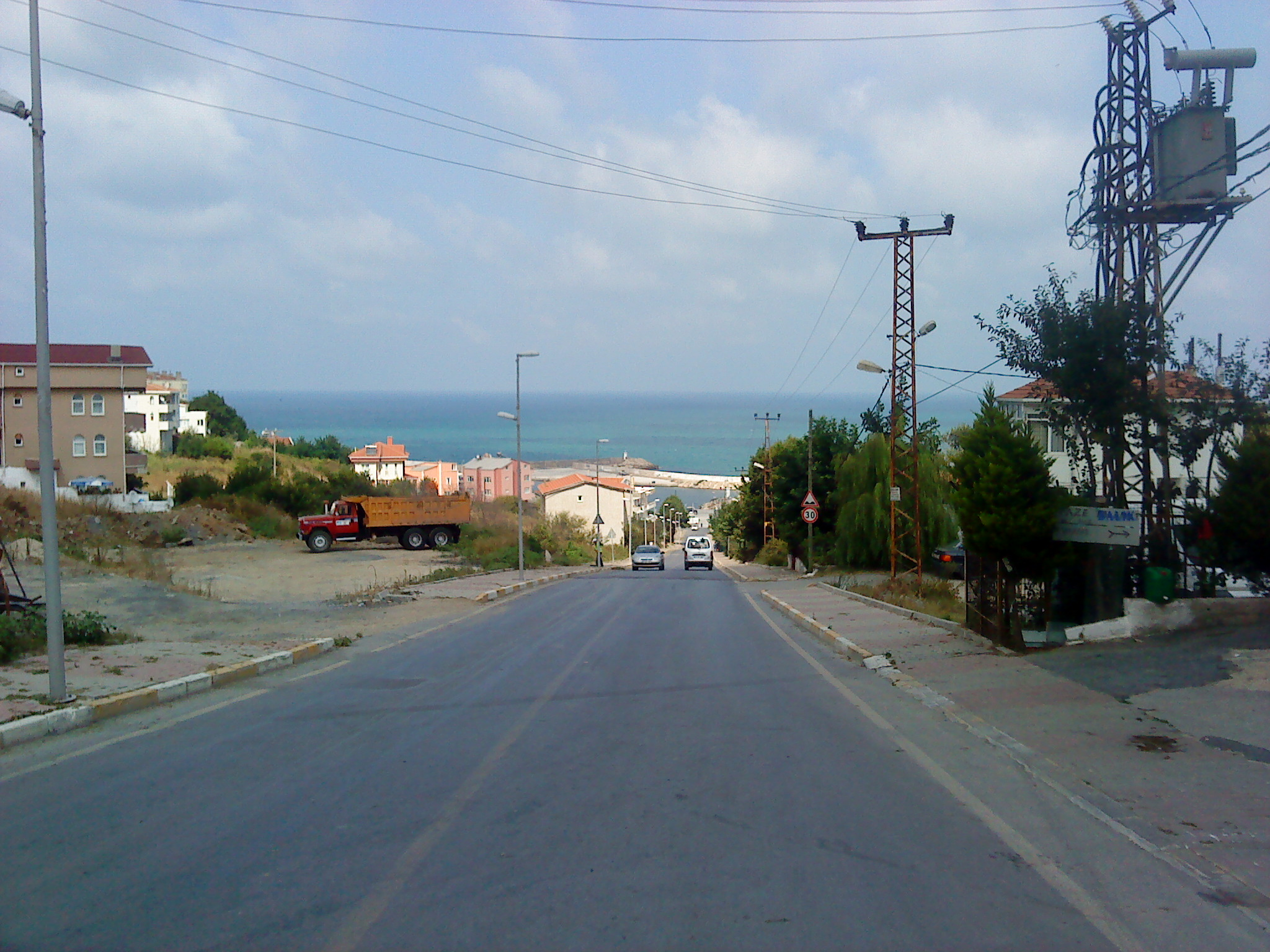
Straße durch Karaburun, die zum Schwarzen Meer hinabführt

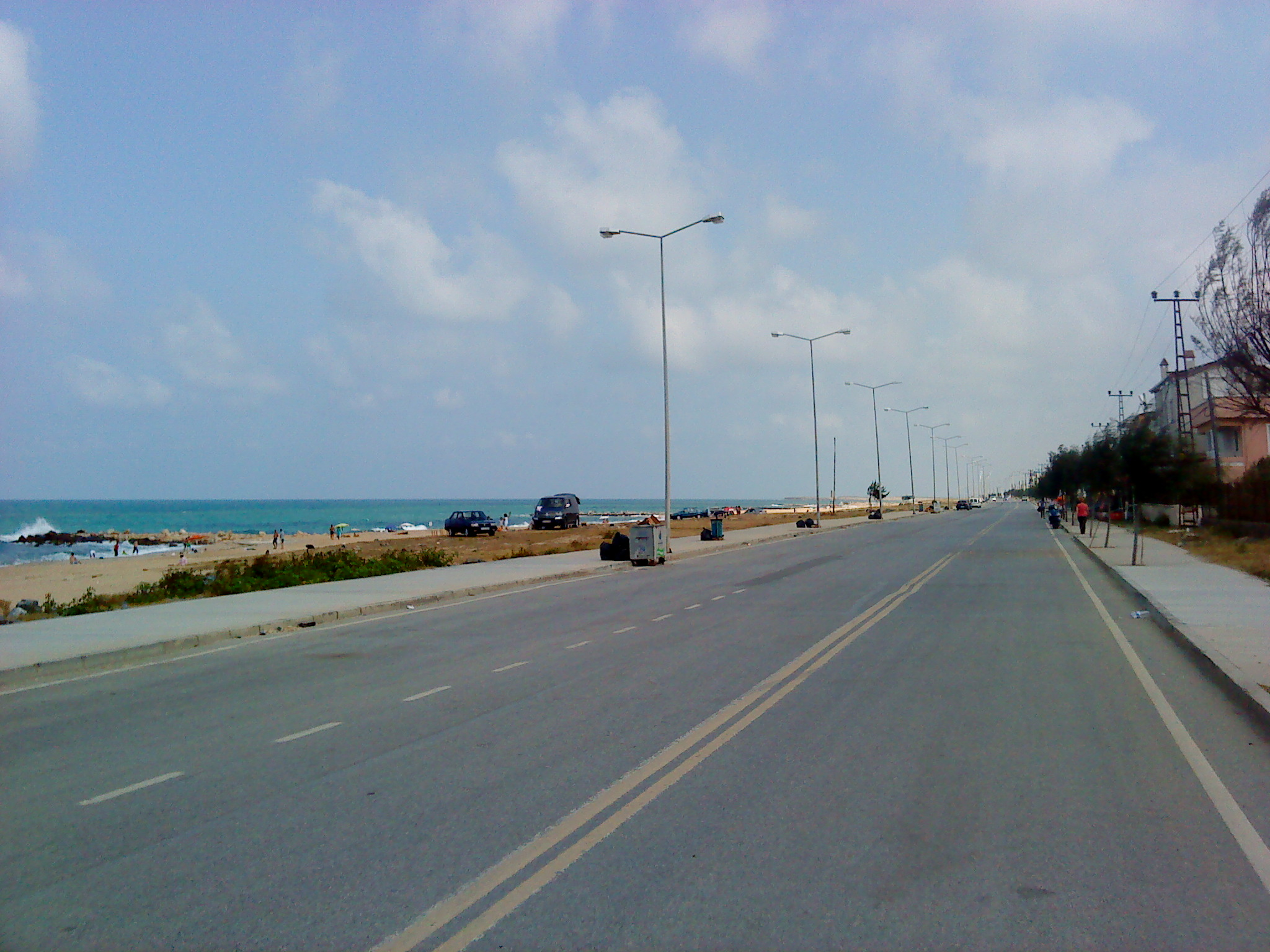
Küstenstraße bei Karaburun

Karaburun im Bezirk Arnavutköy in der Provinz İstanbul im Nordwesten der Türkei ist ein am Schwarzen Meer gelegener Ort. Der Istanbul-Kanal, der sich derzeit noch in der frühen Planungsphase befindet, soll hier ins Schwarze Meer münden.